# Energia-M
Energia-M (ros. Энергия-M) – proponowana rosyjska rakieta nośna, projektowana jeszcze w czasach Związku Radzieckiego na bazie rakiety Energia. Tak naprawdę była ona jej pomniejszoną wersją, wyposażoną w 2 (zamiast 4) dopalacze na bazie rakiet Zenit oraz 1, zasilany paliwem kriogenicznym, silnik RD-0120, podczas gdy Energia miała 4 takie silniki.
Energia-M powstała w celu zastąpienia rakiety Proton K, jednak została wycofana w 1993 z powodu braku funduszy spowodowanych upadkiem ZSRR. Zamiast Energii-M zdecydowano się na utworzenie nowych rakiet, Angara.